# Радій-226
Ра́дій-226 (англ. radium-226) — радіоактивний нуклід хімічного елемента радію з атомним номером 88 і масовим числом 226. Про відкриття нового радіоактивного елемента «радію» в урановій смолці (пізніше з'ясувалося, що це був саме радій-226) повідомили 26 грудня 1898 року П. Кюрі і М. Склодовська-Кюрі спільно з Г. Бемоном.
Належить до радіоактивного сімейства урану-238 (так званий ряд урану-радію).
Активність одного грама цього нукліда становить приблизно 36,577 ГБк. Значення позасистемної одиниці вимірювання активності кюрі (3,7 × 1010 Бк) спочатку було визначено як радіоактивність еманації радію (тобто радону-222), що перебуває в радіоактивній рівновазі з 1 г 226Ra.

## Утворення та розпад
Радій-226 безпосередньо утворюється в результаті α-розпаду нукліда 230Th (період напіврозпаду становить 75 380(30) років):
{\displaystyle \mathrm {{}_{90}^{230}Th} \rightarrow \mathrm {{}_{88}^{226}Ra} +\mathrm {{}_{2}^{4}He} .}
Крім того, радій-226 утворюється під час β−-розпаду нукліда 226 Fr (період напіврозпаду 49(1) с, енергія розпаду 3700(100) кеВ) та здійснення ε-захоплення нуклідом 226Ac (енергія розпаду 1113(5) кеВ):
{\displaystyle \mathrm {^{226}_{87}Fr} \rightarrow \mathrm {^{226}_{88}Ra} +e^{-}+{\bar {\nu }}_{e};}
{\displaystyle \mathrm {^{226}_{89}Ac} +e^{-}\rightarrow \mathrm {^{226}_{88}Ra} +{\nu }_{e}.}
Радій-226 зазнає α-розпаду, в результаті розпаду утворюється нуклід 222Rn, також відомий як радіоактивний газ радон або еманація радію (виділяється енергія 4870,62(25) кеВ):
{\displaystyle \mathrm {^{226}_{88}Ra} \rightarrow \mathrm {^{222}_{86}Rn} +\mathrm {^{4}_{2}He} ,}
енергія випромінюваних α-частинок 4784,3 кеВ (у 94,45 % випадків) та 4601 кеВ (у 5,55 % випадків), при цьому частина енергії виділяється у вигляді γ-кванта (у 3,59 % випадків відбувається випромінювання γ-кванта з енергією 186,21 кеВ).
Зі вкрай низькою ймовірністю (2,6(6) × 10−9 %) радій-226 зазнає кластерного розпаду з вильотом ядра вуглецю-14 та утворенням ядра свинцю-212:
{\displaystyle \mathrm {^{226}_{88}Ra} \rightarrow \mathrm {^{212}_{82}Pb} +\mathrm {^{14}_{6}C} .}

## Отримання
Радій-226 у вигляді його солей виділяють як побічний продукт переробки уранових руд із використанням методів осадження, дробової кристалізації та йонного обміну. Металевий радій-226 отримують електролізом розчину хлориду радію-226 на ртутному катоді, а також відновленням його оксиду металевим алюмінієм під час нагрівання у вакуумі.

## Застосування
- У геохімії радій-226 (і радій-228) використовують як індикатори змішування та циркуляції вод океанів[3].
- Радій-226 застосовують як джерело альфа-частинок у радій-бериллієвих джерелах нейтронів.
- У медицині радій-226 використовують як джерело радону (для радонових ванн(інші мови)), а також раніше використовували (зараз не використовують через дуже високу радіотоксичність(інші мови)) у деяких видах радіотерапії, наприклад у брахітерапії .
- До 1970-х років солі радію-226 входили до складу світломаси постійної дії (СПД), яку застосовували в світних шкалах різних приладів.